# Grow Some Funk of Your Own
Grow Some Funk of Your Own är den andra singeln från Elton Johns album Rock of the Westies som han skrev tillsammans med Bernie Taupin och Davey Johnstone. Singeln nådde nummer 14 på Billboard Hot 100 och är en av Elton Johns tyngre låtar.